# Generationsroman
Generationsroman är ett begrepp inom litteraturen som brukar användas om böcker som dels porträtterar en speciell tidsanda, men som ändå även lyckas porträttera en tidlöshet. Begreppet är inte etablerat inom litteraturvetenskapen men används ofta ändå, i synnerhet i litteraturrecensioner och i baksidestexter.
Begreppet syftar ofta på romaner om unga vuxna som identifierar sig själva som vilsekomna i en stor värld, såsom till exempel Jack av Ulf Lundell, Räddaren i nöden av J. D. Salinger och Hey Princess av Mats Jonsson. Även andra romaner – exempelvis Maken av Gun-Britt Sundström – som skildrar en tidsepok på en speciell plats kan falla inom begreppets ramar.
Ofta är dessa böcker författarens romandebut, eller åtminstone står boken för något nytt i litteraturen. Ibland beskrivs generationsroman som en typiskt "manlig" berättargenre och ofta med anspråk på att vara mer trogen sin tid än andra texter.

## Exempel på generationsromaner
Årtalen i listningen är för utgivning på originalspråket.
- Jahrgang 1902 (1928) av Ernst Glaeser[5]
- Midt i en Jazztid (1931) av Knud Sønderby[6]

- Räddaren i nöden (1951) av J. D. Salinger (betraktad som en "ständig generationsroman"[1])
- Vor dobbelte ungdom (1953) av Carl Bang[7]
- På drift (1957) av Jack Kerouac[8]
- Den kroniska oskulden (1958) av Klaus Rifbjerg[9]
- Student -64 (1966), Lydia (1973) och Maken (1976) av Gun-Britt Sundström[3]

- Jack (1976) av Ulf Lundell[10]
- Fantomerna (1978) av Klas Östergren[11]
- Världen enligt Edi (1987) av Joakim Groth[9]
- Naiv. super. (1996) och L (1999) av Erlend Loe (båda med unga och vilsna vuxna[12])
- Das Blütenstaubzimmer (1999) av Zoë Jenny[13]
- Hjärtan i Atlantis (1999) av Stephen King (om Vietnamkrigets påverkan på en ungdomsgeneration i USA[14])
- Där vi en gång gått (2006) av Kjell Westö[15]